# The Penny Dreadful Picture Show
Pour les articles homonymes, voir Penny Dreadful (homonymie).
Pour plus de détails, voir Fiche technique et Distribution.
The Penny Dreadful Picture Show est un film d'horreur américain, sorti en 2013, composé de plusieurs courts métrages et présenté par la présentatrice folle Penny Dreadful.

## Synopsis
La folle Penny Dreadfull, avec ses deux majordomes monstrueux, Neddy et le garçon loup, visionne une série de courts métrages d’horreur pour trouver le montage parfait.

### Slash in the Box
Un jeune couple fiancé reçoit une boîte de clown d’une mystérieuse dame. La nuit, la boîte semble fonctionner toute seule, produisant un bruit étrange qui intrigue le garçon. Lorsque ce dernier tente d’ouvrir la boîte, sa gorge est tranchée. La fille descend et trouve la tête de son petit ami décapitée. Elle s’enfuit en hurlant, aussi loin que possible.

### Premier intermède
Fatiguée de voir le reste des courts métrages seule, Penny décide de les voir avec Rex, un gars qu’elle a rencontré sur Internet, qui ne se doute pas le moins du monde de la folie de la jeune femme.

### Le lendemain matin
Alice se réveille dans sa chambre, sens dessus dessous. Elle ne se souvient pas exactement de ce qui s’est passé la nuit précédente, mais certaines visions la bouleversent, y compris une scène dans laquelle son petit ami, Charlie, lui fait une demande en mariage, qu’elle refuse. Après avoir rencontré son petit ami et son ami complètement ivres, Alice se rend au travail. Cependant, elle a une autre vision dans laquelle un ami lui passe une fiole pour qu’elle se sente « libre ». Au bureau, la femme se souvient de la rencontre dans un club avec le mystérieux et charmant Clive. La jeune fille découvre également qu’elle est très attirée par le sang et quand elle va à l’infirmerie pour chercher une explication scientifique à son mal de tête et à ses vertiges, ils ne lui disent rien d’important. Quittant le travail, elle est suivie par la mystérieuse Jess, qui révèle qu’elle est en train de mourir à l’intérieur et que ses organes se serrent lentement. Jess, la veille, est entrée dans le club pendant que Clive et Alice discutent. Clive séduit rapidement la jeune femme et l’emmène avec lui, la transformant en quelque chose de très similaire à un vampire. En apprenant la vérité, Jess donne son sang à Alice et elle le goûte avec plaisir. Cependant, lorsque la soif de sang des deux se dirige vers Charlie, une querelle éclate entre les deux femmes, qui se terminera par la mort de Jess. Alice, abandonne Charlie en lui rendant la bague qu’il lui avait donnée, et retourne vers Clive, qui est également un vampire, pour vivre une existence heureuse aux côtés de celui qu’elle aime.

### Second intermède
Rex remarque que quelque chose ne va pas avec Penny et décide de quitter sa maison. Cependant, elle le tue quand elle apprend qu’il avait seulement l’intention de copuler. Mais un autre gars arrive pour tenir compagnie à la psychopathe. Le nouveau gars est un nerd qui croit que Penny, ainsi que les deux majordomes, ne sont que des cosplayeurs. Ensemble, les quatre voient le nouveau court-métrage.

### L’abattoir
Un groupe de six garçons roule en voiture. Après avoir parlé des mystérieuses disparitions récentes de familles entières, ils ont une panne de moteur et se retrouvent coincés au milieu de la route. Ils rencontrent alors un garçon, Cody, qui lui offre aide et hospitalité chez lui, mais en les avertissant que sa famille est très excentrique. Tout le groupe accepte, faisant la connaissance de l’extravagante Candy, de Brady qui est paralysé et de leur étrange mère. Pour célébrer l’anniversaire de Brady, Candy organise un spectacle qui augmente les doutes sur la santé mentale de Brady. Après l’arrivée du chef de famille, les six garçons et les membres de la famille dînent ensemble. Ron, l’un des six garçons, offense toute la famille et tire sur Cody, le blessant, puis prend tous les habitants de la maison en otage. Les six garçons sont en fait des bourreaux et ils recherchent Rusty, le frère de Brady, Cody et Candy, qui est le responsable des disparitions. Les bourreaux interrogent les membres de la famille séparément, les torturant et les violant sexuellement. Cependant, les opprimés se rebellent contre la cruauté des garçons, provoquant un véritable bain de sang. Pour aggraver les choses, un employé de station-service, qui a rencontré Brady et les autres, se rend chez eux pour donner à Brady un cadeau d’anniversaire. Il trouve une quantité de cadavres. Seuls deux garçons survivent au combat, mais ils sont enlevés par le greffier, qui leur révèle que Rusty a été défiguré pendant la guerre du Golfe et a vécu avec lui, son grand-père, depuis tout ce temps, en tuant et pillant. De la porte d’entrée, Rusty sort en tenant une tronçonneuse, prêt à venger Candy, Cody et tous les membres de sa famille.

### Troisième intermède
Penny, fatiguée du nouveau gars qui n’arrête jamais de parler, le tue. À la porte d’entrée, un garçon frappe. Il vient acheter des antiquités à l’homme-loup. Penny lui recommande la boîte du clown, sachant que lorsqu’il l’ouvrira, il sera tué. La jeune fille se demande également où est le véritable amour, tandis que Neddy la regarde avec des yeux pétillants. Pendant ce temps, les deux, avec l’homme-loup, décident de voir un film pour tromper l’attente.
 

## Distribution
- Eliza Swenson : Penny Dreadful
- Craig Blair : Rex
- Theodore Bouloukos : Jim
- Tyler Elliot Burke : Russ
- Jeffrey Combs : Brady
- Liz Douglas : Maman
- Collin Galyean : Nerd, Jerry
- Dillon Geyselaers : Garçon loup
- Lucky Gretzinger : Charlie
- Jason Griffith : Clive
- Sid Haig : le boutiquier
- Josh Hammond : Ron
- Tyler Hollinger : le mari
- Alexis Iacono : Nancy
- Benjamin Kanes : Jack
- Jacqueline Kroschell : Rose
- Ramona Mallory : Jez
- Elizabeth Masucci : la femme[1]

## Réception critique
Penny Dreadful recueille un score d’audience de 41% sur Rotten Tomatoes.